# Справочник личных имён народов РСФСР
Справочник личных имён народов РСФСР — пособие для органов ЗАГСа, паспортных столов милиции и работников исполкомов советов РСФСР. Впервые вышло в 1965 году, юридическая комиссия Совета Министров РСФСР рекомендовала его для органов ЗАГСа в качестве практического пособия; 2-е и последующие издания рекомендованы Министерством юстиции РСФСР.

## Издания
Первое издание было подготовлено «отделом ЗАГСов Юридической комиссии Совета Министров РСФСР совместно с Институтом русского языка и Институтом языкознания Академии Наук СССР при участии научно-исследовательских учреждений автономных республик». Редакторами выступили Н. А. Баскаков, Е. А. Бокарёв, Н. А. Белык, С. И. Ожегов и А. В. Суперанская. Включались 17 списков «наиболее общеупотребительных имен народов РСФСР».
В 1979 году вышло 2-е издание, в 1987 — 3-е. В 1989 году выпущено стереотипное 4-е издание (то есть без существенных изменений). Включались 36 списков «наиболее общеупотребительных имен народов РСФСР», ответственным редактором была А. В. Суперанская.
Написание имён, принятое в справочнике, следовало считать основным (согласно 1-му изданию). При этом допускалось выбирать другие имена: забытые, редкие и тех народов, чьи имена не вошли в справочник. Также не запрещались придуманные имена, если они не имеют сильного смыслового значения (в нарицательном отношении) и не выделяются из основной массы имён. Начиная со 2-го издания в предисловии сообщалось про разницу между официальным и неофициальным именованием и то, что данный справочник «рассчитан главным образом на официальную практику регистрации имен».
| Издание                           | Год  | Под редакцией                                                               | Страниц | Издательство           | Тираж   |
| --------------------------------- | ---- | --------------------------------------------------------------------------- | ------- | ---------------------- | ------- |
| 1-е                               | 1965 | Н. А. Баскаков, Е. А. Бокарёв, Н. А. Белык, С. И. Ожегов, А. В. Суперанская | 253     | Советская энциклопедия | 140 000 |
| 2-е, дополненное и переработанное | 1979 | А. В. Суперанская (ответственный редактор), Ю. М. Гусев                     | 574     | Русский язык           | 60 000  |
| 3-е, исправленное                 | 1987 | А. В. Суперанская (ответственный редактор), Ю. М. Гусев                     | 656     | Русский язык           | 80 000  |
| 4-е, стереотипное                 | 1989 | А. В. Суперанская (ответственный редактор), Ю. М. Гусев                     | 656     | Русский язык           | 50 000  |

## Заявленные задачи при создании
Согласно позиции, изложенной в предисловии к первому изданию, подготовлен в целях упорядочивания имён. После революции и отделения церкви от государства из-за отсутствия нормативных списков имён граждане выбирают их исходя только из личных желаний и вкусов. Поэтому, по мнению авторов, личные имена встречаются в разных написаниях, отчества образовываются различным образом. Часть граждан выбирают имена детям «не серьёзно», указывая «модные» или, наоборот, «старомодные», или случайные имена. Однако смена имени впоследствии сложна и является «исключительным событием».
Соавтор справочника А. В. Суперанская в 1983 году отмечала, что одного и того же человека в разных местностях могут записывать по-разному. В условиях дву- и многоязычия в автономных республиках справочник должен был помочь уточнить образование отчеств, происхождение, написание имени на родном языке и его указание на русском языке.

## Структура издания
Первое издание справочника содержало вводную статью «Как назвать новорождённого?». Остальная часть издания была разделена на 14 отдельных глав, посвящённых личным именам народов РСФСР: русским, адыгейским и кабардино-черкесским, алтайским и хакасским, башкирским, бурятским, дагестанским, калмыцким, карачаево-балкарским, осетинским, татарским, тувинским, финским, чеченским и ингушским, а также якутским именам.
Каждый такой раздел начинался с краткой статьи о личных именах у тех или иных народов. Затем приводились мужские имена, а потом женские, далее шли имена, употребляющиеся и как женские, и как мужские. В некоторых главах имелся также подраздел «Родо-племенные названия». Для всех языков кроме русского имена приводились как на русском, так и на национальных языках. Кроме того, первое издание справочника содержало три приложения: «Образование отчеств», «Склонение личных имён в русском языке» и «О порядке регистрации рождения».
Во втором издании структура справочника была сильно переработана. Он был разделён на разделы по языковым группам: «Имена индоевропейских языков», «Имена алтайских языков», «Имена уральских языков», «Имена иберийско-кавказских языков» и «Имена палеоазиатских языков». В справочник вошли имена следующих народов: абазинские, аварские, адыгейские, алтайские, башкирские, бурятские, венгерские, еврейские, ингушские, кабардино-черкесские, калмыцкие, карачаево-балкарские, кетские, корякские, крымско-татарские, кумыкские, лакские, лезгинские, марийские, нанайские, ненецкие, ногайские, орокские родовые имена, орочские родовые имена, осетинские, русские, селькупские, татарские, тувинские, финские, хакасские, чеченские, чувашские, чукотские, эскимосские и якутские. Также в справочнике было пять приложений, за счёт добавления двух новых приложений: «Происхождение и значение некоторых имён» и «Соотношение вариантов имён». Кроме того, издание было снабжено алфавитным указателем.
Структура 3-го и 4-го изданий принципиально не отличалась от структуры второго издания справочника.

## Последствия и оценки
По данным авторов справочника, после выхода первого издания в некоторых местностях число активно присваиваемых имён выросло до 30-35, стали использоваться забытые имена. Редакторы Советской исторической энциклопедии в 1976 году упомянули справочник среди важнейших филологических словарей русского языка. Тем не менее работники ЗАГСа отмечали, что в нём нет многих имён. Так, в первом издании было всего 236 мужских и 74 женских адыгейских имён, то есть небольшая часть от общего количества. Также в справочнике не указано, как образовывать отчества от имён других народов СССР (эстонцев, грузин и т. д.) и иных народов или имён, которые произошли от уменьшительных форм русских (от Миша, Саша, Дима и т. д.). Граждане сталкивались с отказами в выборе желаемых имён из-за отсутствия в справочнике, хотя в нём лишь наиболее распространённые личные имена народов РСФСР; Министерство юстиции РСФСР письмом от 28 февраля 1973 года разъясняло, что такие отказы органов ЗАГСа необоснованные.
Лариса Калакуцкая писала, что в справочнике (2-е издание) «отсутствуют трудные с орфографической точки зрения формы дат. и предл. падежей таких имен как Ия, Лия, Вия, Гия», а его приложение IV («Склонение личных имён в русском языке») «По своей краткости… не могло охватить всех сложных случаев склонения личных имен». Однако рецензент журнала «Русский язык в школе» не согласился с её словами, так как в справочнике давалось общее указание («имена оканчивающиеся на -ия имеют в родительном, дательном и предложном падежах окончание -ии», стр. 547), а в приложении IV разобраны некоторые непростые случаи, например, с несклоняемой фамилией Митта.
В 2016 году сотрудница ЗАГСа в Амурской области Анжелика Ращупкина поясняла, что родителям иногда советуют в том числе «Справочник личных имён народов РСФСР». Как отмечала в 2014 году «Российская газета», для сотрудников ЗАГСа в России есть множество подобных справочников, но никакого правового статуса они не имеют. При этом в ряде стран существуют ограничения на чрезмерно предосудительные или оскорбительные имена. По данным «Российской газеты», идеи ввести списки разрешённых имён обсуждались в России членами «одной из парламентских партий».